# Charles Crichton
Charles Crichton (Wallasey, 6 agosto 1910 – Londra, 14 settembre 1999) è stato un regista e montatore inglese, candidato al premio Oscar al miglior regista nel 1989 per la direzione di Un pesce di nome Wanda.

## Biografia
Conosciuto anche per le sue commedie realizzate negli anni '50 presso gli Ealing Studios, Crichton ha avuto una lunghissima carriera durata più di quarant'anni, nel corso dei quali ha realizzato numerosi film, telefilm e programmi televisivi.

## Filmografia

### Regista
- Incubi notturni (Dead of Night) (1945)
- Piccoli detectives (Hue and Cry) (1947)
- Ragazze inquiete (Dance Hall) (1950)
- L'incredibile avventura di Mr. Holland (The Lavender Hill Mob) (1951)
- La colpa del marinaio (Hunted) (1952)
- The Titfield Thunderbolt (1953)
- L'idolo (The Love Lottery) (1954)
- Il figlio conteso (The Divided Heart) (1954)
- L'uomo nel cielo (The Man In The Sky) (1957)
- Benvenuto a Scotland Yard! (Law and Disorder) (1958)
- Nuda nell'uragano (Floods of Fear) (1958)
- La battaglia dei sessi (The Battle of the Sexes) (1959)
- Paquito (The Boy Who Stole Million) (1960)
- Il terzo segreto (The Third Secret) (1964)
- Spazio 1999 (Space 1999) - serie TV, 14 episodi (1976-1978)
- Un pesce di nome Wanda (A Fish Called Wanda) (1988)

### Montatore
- Il ladro di Bagdad (The Thief of Bagdad), regia di Ludwig Berger, Michael Powell, Tim Whelan (1940)